# Knežica, Kozarska Dubica
Knežica je naselje v občini Kozarska Dubica, Bosna in Hercegovina. 

## Deli naselja
Knežica.

## Prebivalstvo
| Pregled števila prebivalcev po letih | Pregled števila prebivalcev po letih | Pregled števila prebivalcev po letih | Pregled števila prebivalcev po letih | Pregled števila prebivalcev po letih | Pregled števila prebivalcev po letih |
| ------------------------------------ | ------------------------------------ | ------------------------------------ | ------------------------------------ | ------------------------------------ | ------------------------------------ |
| 1948                                 | 1953                                 | 1961                                 | 1971                                 | 1981                                 | 1991                                 |
| -                                    | -                                    | -                                    | 264                                  | 342                                  | 626                                  |

| Narodna sestava prebivalstva po letih                                                                                      | Narodna sestava prebivalstva po letih                                                                                         | Narodna sestava prebivalstva po letih                                                                                        |
| --- | --- | --- |
| 1971 | 1981 | 1991 |
| . skupaj: 264 Srbi 246 (93,18 %) Hrvati 6 (2,27 %) Muslimani 0 (0,00 %) Jugoslovani 8 (3,03 %) drugi in neznano 4 (1,51 %) | . skupaj: 342 Srbi 245 (71,63 %) Hrvati 1 (0,29 %) Muslimani 0 (0,00 %) Jugoslovani 85 (24,85 %) drugi in neznano 11 (3,21 %) | . skupaj: 626 Srbi 592 (94,56 %) Hrvati 1 (0,15 %) Muslimani 0 (0,00 %) Jugoslovani 20 (3,19 %) drugi in neznano 13 (2,07 %) |